# Zindenauer Schlösschen
Das Zindenauer Schlösschen ist ein flächenhaftes geologisches Naturdenkmal in der Gemarkung Steinau, Gemeinde Fischbachtal, im Landkreis Darmstadt-Dieburg in Südhessen.

## Lage
Das „Zindenauer Schlösschen“, gelegentlich auch „Zündenauer Schlösschen“ genannt, liegt im Naturraum Vorderer Odenwald, Neunkircher-Höh-Odenwald. Das Naturdenkmal befindet sich südwestlich von Steinau und nordöstlich von Neunkirchen. Es umfasst auf einer Fläche von etwa 0,418 Hektar den Gipfelbereich des 451 Meter hohen Berges Steinkopf. Der ganze bewaldete Berg ist seit 2008 ein Teil des Natura2000-Schutzgebiets „Buchenwälder des Vorderen Odenwaldes“ (FFH-Gebiet 6218-302).

## Beschreibung
Das Zindenauer Schlösschen ist eine mächtige, an eine Burg erinnernde Felsengruppe. Sie wurde bereits vor 1932 als Naturdenkmal geführt und ist heute durch Verordnung vom 27. Mai 1959 als geologisches Naturdenkmal „Granitfelsen mit einer Eiche, genannt Zindenauer Schlösschen“ geschützt. Geologisch gehören die Felsen zur Flasergranitoidzone. Auf dem Bergrücken mitten im Wald wachsen einige markante Eichen und Rotbuchen. Das Alter der in der Schutzverordnung genannten Eiche wird auf etwa 200 Jahre geschätzt.

## Tourismus
Von einer Schutzhütte auf dem Bergrücken führt ein Wanderpfad zu der Felsgruppe am Steinkopf. Vor Jahrzehnten war sie noch weitgehend unbewaldet und bot eine gute Fernsicht, heute liegt sie in dichtem Hochwald. Die 11. BioTopTour des Landkreises Darmstadt-Dieburg führt unterhalb des Naturdenkmals vorbei. Auch als Kletterfelsen werden die bis zu sieben Meter hohen Klippen genutzt.

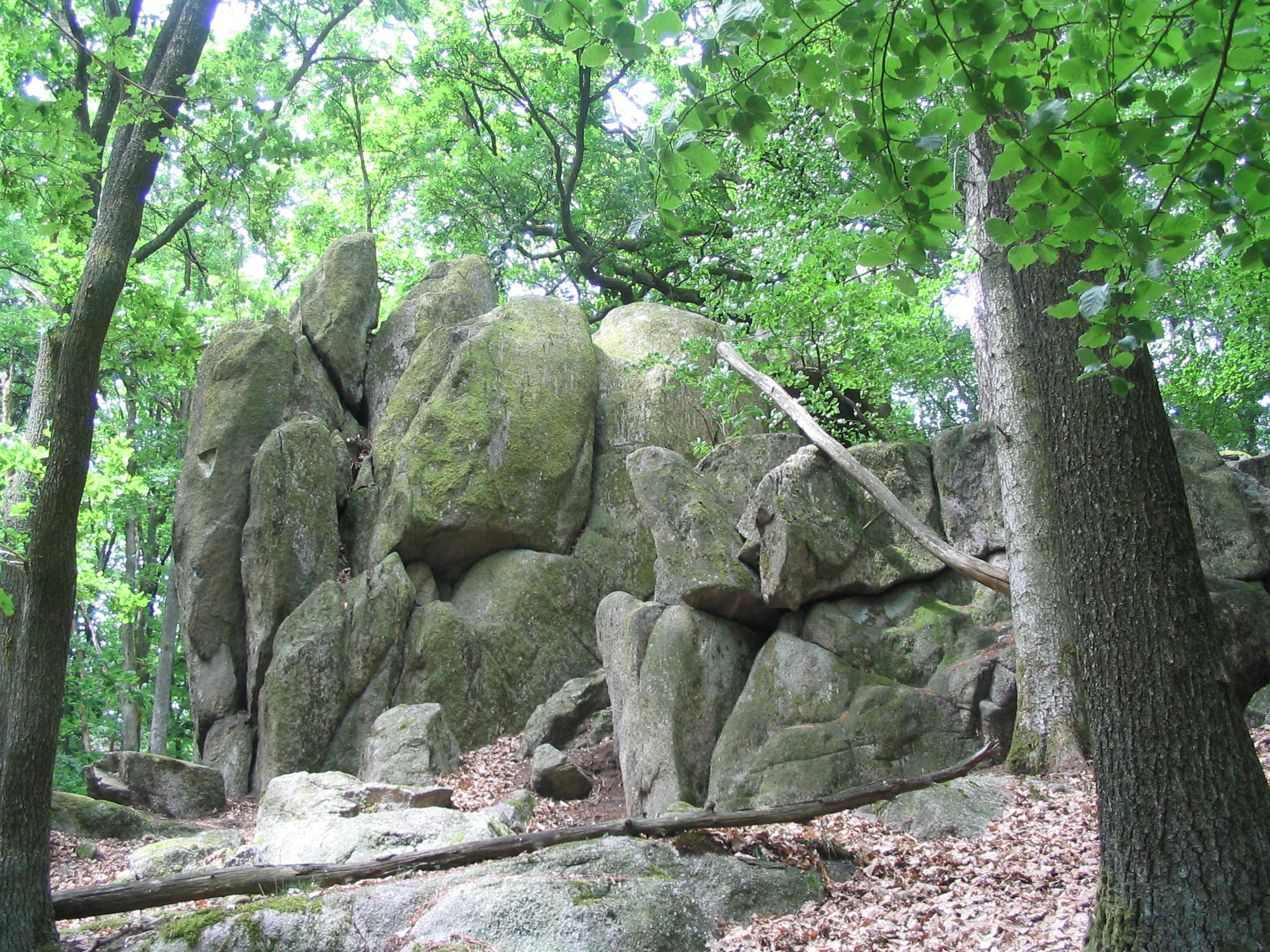
Flasergranitoid-Felsburg „Zindenauer Schlösschen“
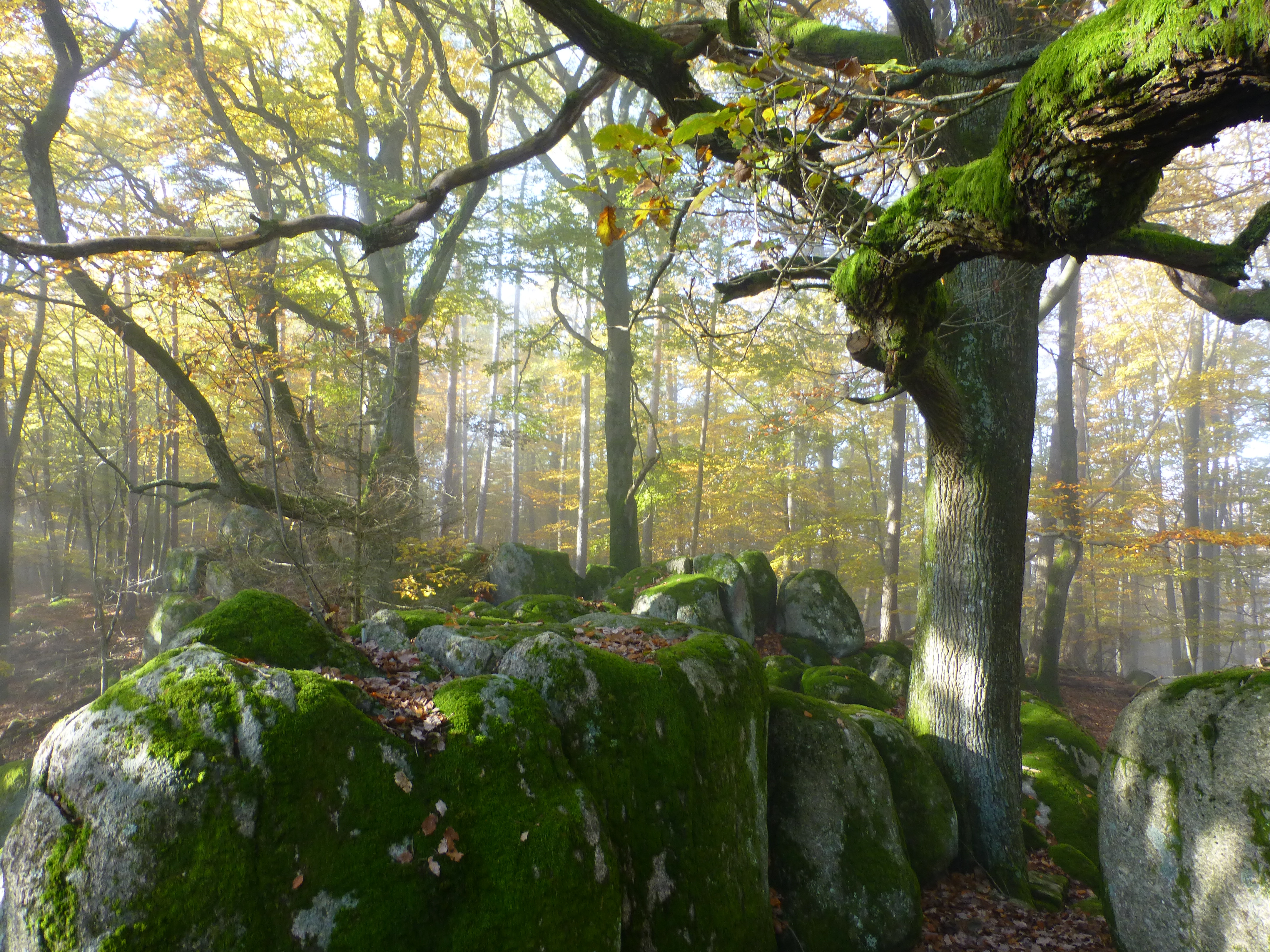
Alte Eiche auf dem Gipfel
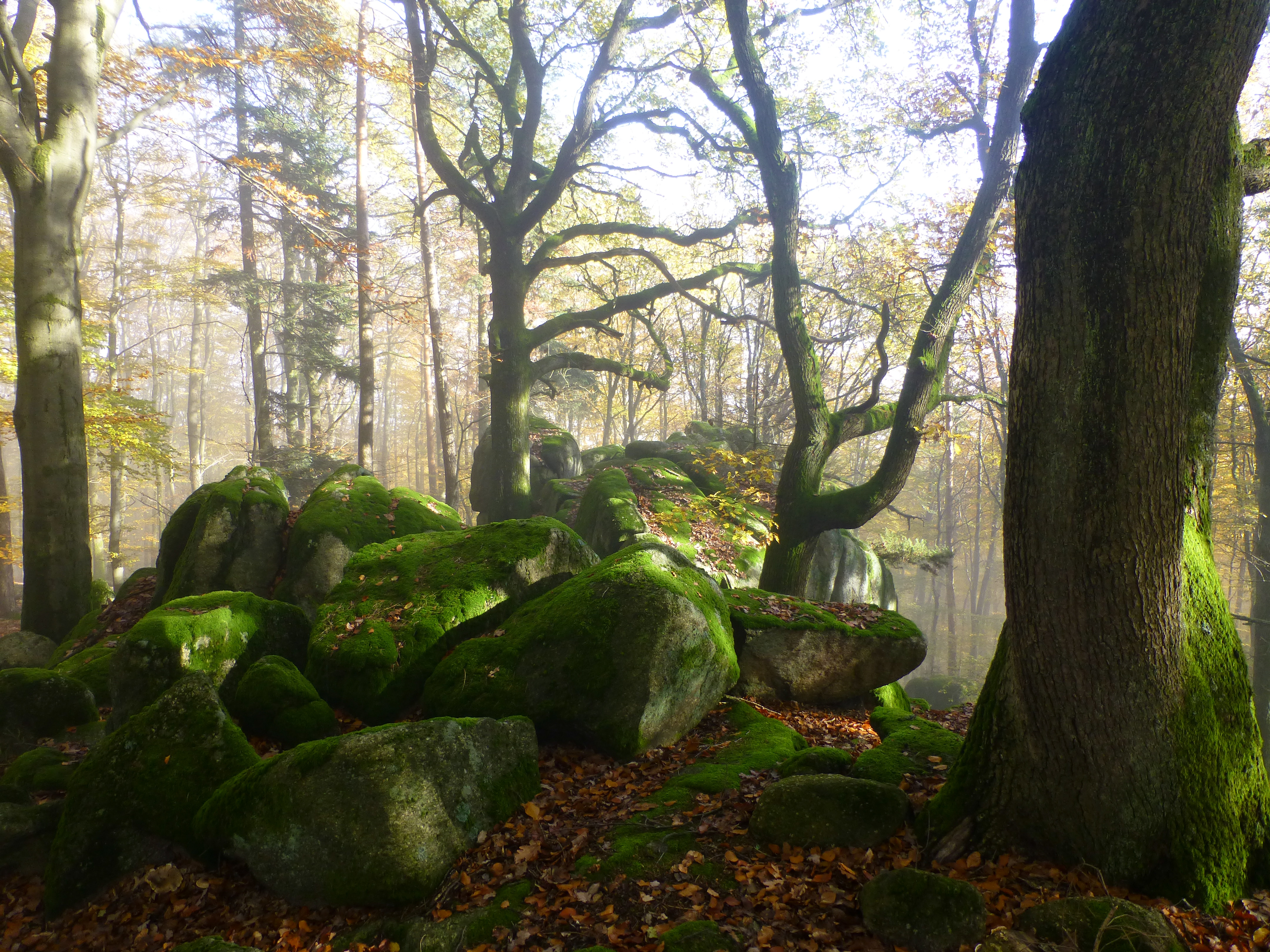
Gipfelbereich mit moosbewachsenen Felsen
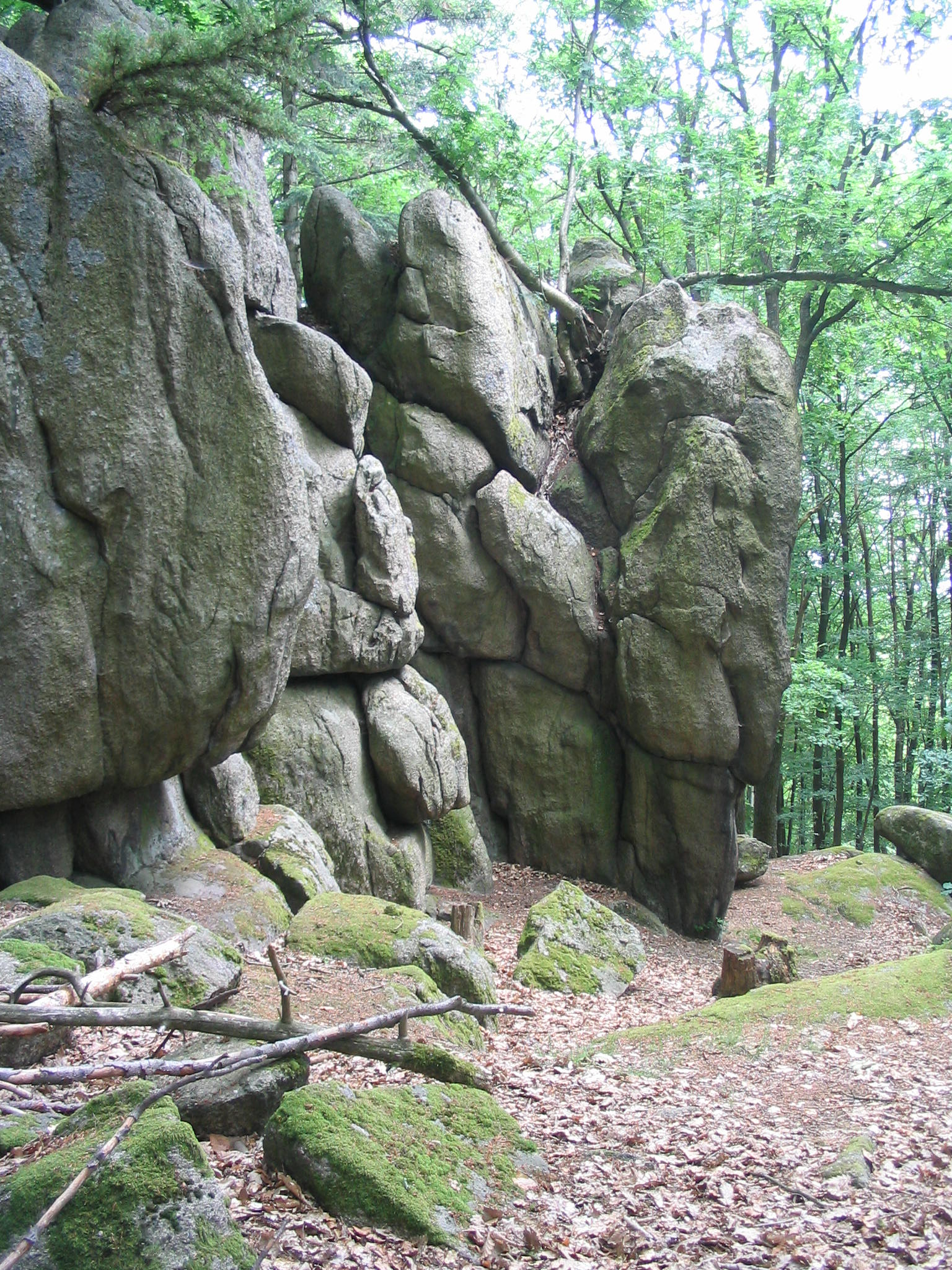
Das Naturdenkmal dient auch als Kletterfelsen